# Gerhard Folkerts
Gerhard Folkerts (* 23. Oktober 1944 in Meiningen) ist ein deutscher Konzertpianist und Komponist.
Gerhard Folkerts ist in Emden aufgewachsen, hat an der Hochschule für Musik und Theater Hamburg studiert und lebte in den 1980er Jahren in Uetersen, wo er auch künstlerisch wirkte. Einige Jahre später erfolgte der Umzug nach Wedel bei Hamburg, wo er heute lebt und arbeitet. Seine Klavierstudien erfolgten bei Eckart Besch, Erich Böhlke, Conrad Hansen und Tatjana Nikolajewa. Bei seinen Klavierabenden hat er sich auf sinfonische Werke des Komponisten Mikis Theodorakis spezialisiert. Außerdem gestaltet er zusammen mit Sängerinnen/Schauspielerinnen Abende des literarischen Liedes, so zum Beispiel mit Gina Pietsch und Yalda Rebling, beide Berlin. Gerhard Folkerts komponiert Klavier- und Kammermusikwerke sowie Liederzyklen und Musik zu zahlreichen literarischen Programmen.

## Werke
Folgende CDs erschienen von ihm:
- 2001 „Gerhard Folkerts spielt Klavierwerke von Mikis Theodorakis“
- 2002 „Pietsch singt Folkerts – Lieder nach Brecht, Goethe, Heine, ...“
- 2014 „Mikis Theodorakis – Ein Leben für die Freiheit“

## Auszeichnungen
Von 1978 bis 1991 trat Gerhard Folkerts in dem Musikerduo Folkerts auf, das als Duo 1983 das Künstlerstipendium des Landes Niedersachsen erhielt und 1984 den Kulturpreis des Kreises Pinneberg, Schleswig-Holstein. Am 6. März 2010 wurde er in Salzburg/Österreich in die Europäische Akademie der Wissenschaften und Künste (EASA) aufgenommen.